# 高所恐怖症
高所恐怖症（こうしょきょうふしょう）は、特定の恐怖症のひとつ。高い所（人によって程度の差がある）に登ると、それが安全な場所であっても、下に落ちてしまうのではないかという不安が生じる。例えば、エレベーター、エスカレーター、ショッピングモールの上階などが怖く、利用を避ける場合がある。
厳密に言えば「単に高い場所が苦手なこと」とは異なる（こちらは正確には「高所恐怖癖」という。高い場所で本能的に危険を感じ怖がるのは、身を守るための正常な反応である）。高所恐怖症の患者は、明らかに安全が確保された場所であっても、柵を乗り越えて落ちる、床が崩れ落ちる、手すりが外れる、窓ガラスが割れる、などといった、一般的に考えてまず起こりえないような事態を想像し、恐怖を感じてしまう。真性患者にもなると、全高1メートル弱の脚立の上でも身体が竦み動けなくなり、さらに重度の場合はパニックになり嘔吐するといった症状が見られる。また、自身は地上の安全な場所にいるのにもかかわらず、高所で作業をしている他人を見て恐怖を感じたり、高層ビルを見上げるだけで恐怖を感じたりするほか、ゲームや動画など、自身に害が及びようがない状況でさえ、高所のシーンが出てくるだけで恐怖を感じてしまうことさえある。その為、日常生活においても影響を及ぼし、治療が必須とされる不安障害ともされている。一方、高所恐怖症の患者であっても飛行機は問題ない、というケースもあり、飛行機に対して恐怖を感じる症状は「飛行機恐怖症」という別の症状として区別される。
例として、30階建てのビルの屋上から宙吊りにされれば、誰でも恐怖感を感じるわけで、このような「リスクが明らかな形で目に見えている状況」で怖がるのは人間の持つ本能としてごく自然な反応である（恐怖を感じ始める高さは15メートル前後であるという。第1空挺団の降下訓練塔もこの高さ）。むしろ、こういう状況においても恐怖を感じない状態を高所平気症と呼び病的なのではないか、と言う専門家もいる。このことから赤ちゃんは本当は「高い高い」が怖いのではないかという説もある（TBS系のクイズ番組『どうぶつ奇想天外!』で同様の実験を行ったことがある）。

## 治療
2017年のシステマティック・レビューは、曝露療法は短期間においては有効だが長期間ではそうではないことが判明し、系統的脱感作法では長期的な調査はなかった。
バーチャルリアリティ (VR) を活用した曝露療法（VRエクスポージャー療法）の有効性が示されている。